# 인도 루피 기호
인도 루피 기호 (Indian rupee sign, ₹ )는 인도의 공식 통화인 인도 루피 (ISO 4217 : INR)의 통화 기호이다. 
2010년 7월 15일 인도 정부가 국민들을 대상으로 공모전을 실시한 결과 D. 우다야 쿠마르의 디자인이 채택되어 일반에 공개되었다. 이 기호가 도입되기 전 인도 루피화를 나타내던 기호는 Rs, Re 등의 약자였으며, 현지에서는 각 지역마다 쓰이는 언어에서 '루피'를 뜻하는 말의 약어로 표기됐다. 새로 도입된 인도 루피 기호는 데바나가리 문자 "र" ('라' 발음)에 직선자를 그은 것과, 로마자 'R'에 상단에 가로줄을 두 개 긋고 세로줄을 뺀 것을 합쳐 만들었다.
유니코드의 코드값은 U+20B9 ₹ indian rupee sign이다. 인도 외에 루피라는 화폐 단위를 쓰는 다른 국가, 이를테면 파키스탄, 스리랑카, 네팔의 경우에는 U+20A8 ₨ rupee sign 기호를 화폐 기호로 사용하고 있다.

## 역사

### 배경
2009년 3월 5일, 인도 정부는 인도 루피 기호를 만들기 위한 대국민 공모전을 발표했다. 2010년 연방정부 예산 과정에서 연방 재무장관 프라나브 무케르지는 이번 공모전에서 채택될 기호는 인도의 정신과 문화에 주목하고 반영해야 한다고 밝혔다.
공모전을 통해 제출된 작품은 약 3,331건에 달하며, 그 중에서 5안이 최종 후보에 올랐다. 최종 후보 5안을 제작한 사람은 각각 논디타 코레아-메로트라 (Nondita Correa-Mehrotra, Hitesh), 히테시 파드마샬리 (Hitesh Padmashali), 시빈 KK (Shibin KK), 샤루크 J. 이라니 (Shahrukh J. Irani), D. 우다야 쿠마르 (D. Udaya Kumar)였다.
최종작은 2010년 6월 24일에 선정될 예정이었으나 재무장관의 요청으로 일정이 연기되고 2010년 7월 15일 통화기호 선정위원회가 소집됐다. 여기서 인도 공과대학교 구와하티의 우다야 쿠마르 부교수가 제출한 기호가 최종 선정됐다.

### 디자인

확대된 인도 루피 기호

인도 루피 기호는 데바나가리 문자 ' र ' (라)와 로마자 대문자 ' R '에서 수직선을 뺀 것을 합쳐 디자인했다. 상단의 평행선은 삼색 인도 국기를 암시하는 동시에, 등호를 나타내어 인도 내의 경제적 불평등을 근절하려는 의지를 담고 있다.
본 기호는 인도 공과대학교 봄베이 산업 디자인 센터 건축학과 학사이자 당시 시각디자인학과 전공생이었던 D. 우다야 쿠마르가 디자인하였다. 이 디자인을 기반으로 한 채택방안을 인도 재무부와 경제부가 승인하였다.

### 활용
2010년 7월 루피 기호 채택과 함께 인도 정부는 국내에서는 6개월 이내, 전세계적으로는 18~24개월 이내에 기호를 도입하도록 노력하겠다고 밝혔다.
인도의 각 은행들도 수표 발행시 전통적으로 쓰여왔던 ₨ 기호를 대신해 새로운 인도 루피 기호를 사용하기 시작했다. 인도 우정부도 2010년 10월 3일 영연방 대회 기념 우표 발행을 시작으로 새 인도 루피 기호로 우표를 발행하기 시작했다.
2011년 2월 28일 예산안 연설에서 프라나브 무케르지 재무장관은 향후 주화 발행에 신 기호가 들어갈 것이라고 발표했다. 이를 통해 새 기호가 새겨진 1루피, 2루피, 5루피, 10루피 주화가 유통되기 시작했다. 2012년 1월부터는 10루피, 100루피, 500루피, 1000루피 지폐에도 새 기호를 넣기 시작했으며 2012년 4월 12일자로 20루피, 50루피 지폐로 확대되면서 모든 화폐에 신 루피 기호가 들어가게 되었다.

## 유니코드와 키보드 입력

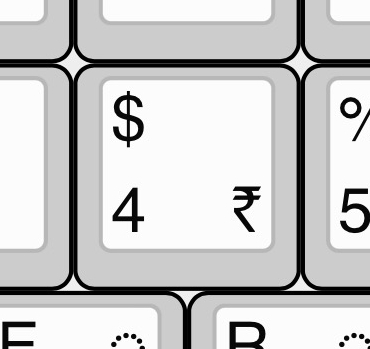
인도에서 사용되는 키보드상의 루피 기호 키

2010년 8월 10일, 유니코드 기술위원회는 인도 루피 기호의 제안된 코드값인 U+20B9 ₹ indian rupee sign (HTML: &#8377;)를 최종 승인하였다. 이로서 유니코드 6.0부터 인도 루피 기호가 지원되기 시작했고, 기존의 U+20A8 ₨ rupee sign (HTML: &#8360;) 기호와는 별개의 것으로 배정되었다. 기존 기호는 일반 루피 기호 (generic rupee sign)으로서 계속 사용될 예정이다.
2010년 우분투에서 운영 체제로는 최초로 인도 루피 기호를 지원하기 시작했다. 버전 10.10부터 배포처에서 우분투 글꼴 패밀리에 해당기호를 추가하면서 즉시 사용 가능한 기호로서 지원되기 시작하였다. 그 이후로 다양한 리눅스 배포판에서도 지원되었다. 우분투, 리눅스 배포판, 크롬OS 환경에서는 Ctrl+⇧ Shift+u 2+0+B+9+Space로 입력이 가능하며, 기본 언어설정이 'English (India)'일 경우 AltGr+4로 바로 입력이 가능하다.
2011년 5월 18일, 마이크로소프트사는 윈도우 비스타, 윈도우 서버 2008, 윈도우 7, 윈도우 서버 2008 R2 운영 체제에 대한 KB2496898 업데이트를 발표했는데 여기서 새 인도 루피 기호에 대한 지원도 포함되었다. 해당 윈도우 업데이트를 통해 대체 코드 텍스트입력을 통하여 인도 루피 기호를 쓸 수 있게 되었다 (입력법: Alt +8377 ).  윈도우 8 이상의 환경에서는 키보드 설정이 'English (India)'일 경우 AltGr +4 / Ctrl +Alt +4 / Ctrl +⇧ Shift +4로 입력이 가능하다. 한편 인도 현지에서 판매되는 키보드에는 4 키에 AltGr 키로서 루피 기호가 새겨져 있다.
애플은 2013년 iOS 7부터 루피 기호를 지원한다. Mac OS X 라이언 (버전 10.7)부터는 Character Viewer에서 새 인도 루피 기호를 찾아 쓸 수 있었다. Mac OS X 마운틴 라이언 (버전 10.8)부터는 데바나가리 문자 키보드에서 ⌥ Option+4로 입력할 수 있게 되었다.
세일피시 OS도 기본 키보드에서 루피 기호를 제공하고 있다.

## 파이사 기호

파이사 기호

루피의 보조단위인 파이사 (paisa)도 루피 기호와 같은 컨셉으로 디자인되었다. 그러나 파이사 주화는 더 이상 주조되지 않고 있고, 파이사 단위의 화폐도 유통되지 않고 있기 때문에 사실상 사용될 일이 없다. 유니코드에도 실려 있지 않다.

## 논란
2010년 루피 기호의 공모전 결과와 관련해 델리 고등법원에 이의 청원이 접수되어 논란을 빚었다. 해당 청원을 제기한 라케시 쿠마르 (Rakesh Kumar)는 통화기호 공모전의 참가자로서 공모전 절차에 결함이 있다며 인도 재무부와 선정위원장을 상대로 이의제기에 나섰다. 2010년 11월 26일, 델리 고등법원 단일 재판부는 제기된 주장에 대해 합당한 근거가 없다는 이유로 청원을 기각했다.
그러나 이후 델리 고등 법원은 2013년 1월 30일, 주요 정부부처 및 기관의 상징, 로고 공모전이나 기타 다른 수단에 의한 절차상의 결함과 자의성이 있었다고 인정하고, 이를 고려하여 인도 정부의 모든 부처가 투명성과 대중의 더 넓은 참여를 보장하기 위한 지침을 수립, 준비하라는 판결을 내렸다.
이에 따라 2013년 4월 11일 인도 재무부는 상징이나 로고 디자인을 위한 공개 공모전 실시 지침을 마련했다고 밝혔다.

## 같이 보기
- 통화 기호